# K League 1999
Die K-League 1999 war die siebzehnte Spielzeit der höchsten südkoreanischen Fußballliga. Die Liga bestand aus zehn Vereinen. Sie spielten jeweils dreimal gegeneinander.

## Teilnehmende Mannschaften
folgende Mannschaften nahmen an der K-League 1999 teil:
| Verein                  | Ort       | Gründungsjahr | Heimspielstätte               | Vorjahresplatzierung |
| ----------------------- | --------- | ------------- | ----------------------------- | -------------------- |
| Bucheon SK              | Bucheon   | 1982          | Mokdong-Stadion               | 7. Platz             |
| Anyang LG Cheetahs      | Anyang    | 1983          | Anyang-Stadion                | 8. Platz             |
| Cheonan Ihlwa Chunma    | Cheonan   | 1989          | Cheonan-Oryong-Stadion        | 10. Platz            |
| Pohang Steelers         | Pohang    | 1973          | Steel-Yard-Stadion            | 3. Platz             |
| Pusan Daewoo Royals     | Busan     | 1979          | Busan-Gudeok-Stadion          | 5. Platz             |
| Ulsan Hyundai Horang-i  | Ulsan     | 1983          | Ulsan-Gongseol-Stadion        | Vizemeister          |
| Chonbuk Hyundai Dinos   | Jeonju    | 1995          | Jeonju-Stadion                | 6. Platz             |
| Chunnam Dragons         | Gwangyang | 1995          | Gwangyang-Fußballstadion      | 4. Platz             |
| Suwon Samsung Bluewings | Suwon     | 1996          | Suwon-Stadion                 | Meister              |
| Daejeon Citizen         | Daejeon   | 1997          | Daejeon-Hanbat-Sports-Komplex | 9. Platz             |

## Abschlusstabelle
| Platz | Verein                      | Spiele | S  | SG | SE | N  | Tore  | Diff. | Punkte |
| ----- | --------------------------- | ------ | -- | -- | -- | -- | ----- | ----- | ------ |
| 1.    | Suwon Samsung Bluewings (M) | 27     | 18 | 2  | 1  | 6  | 56:24 | +32   | 59     |
| 2.    | Bucheon SK                  | 27     | 11 | 7  | 0  | 9  | 48:39 | +9    | 47     |
| 3.    | Chunnam Dragons             | 27     | 9  | 3  | 5  | 10 | 43:38 | +5    | 38     |
| 4.    | Pusan Daewoo Royals         | 27     | 10 | 3  | 1  | 13 | 37:36 | +1    | 37     |
| 5.    | Pohang Steelers             | 27     | 11 | 1  | 0  | 15 | 42:41 | +1    | 35     |
| 6.    | Ulsan Hyundai Horang-i      | 27     | 9  | 1  | 2  | 15 | 38:46 | −8    | 31     |
| 7.    | Chonbuk Hyundai Dinos       | 27     | 7  | 3  | 2  | 15 | 40:44 | −4    | 29     |
| 8.    | Daejeon Citizen             | 27     | 6  | 3  | 0  | 18 | 41:53 | −12   | 24     |
| 9.    | Anyang LG Cheetahs          | 27     | 6  | 2  | 2  | 17 | 38:52 | −14   | 24     |
| 10.   | Cheonan Ilhwa Chunma        | 27     | 5  | 3  | 2  | 17 | 34:44 | −10   | 23     |

| (M) | Amtierender Meister: Suwon Samsung Bluewings |